# Jacqueline Berenstein-Wavre
Jacqueline Berenstein-Wavre (Merkwiller-Pechelbronn, 26 december 1921 - Genève, 22 januari 2021) was een Zwitserse onderwijzeres, feministe en politica voor de Sociaaldemocratische Partij van Zwitserland (SP/PS) uit het kanton Genève.

## Biografie
Jacqueline Berenstein-Wavre was een dochter van Robert Wavre, die ingenieur was, en van Esther de Montmollin. In 1970 trouwde ze met Alexandre Berenstein. Na haar schooltijd en opleiding als maatschappelijk helpster in Frankrijk, gaf ze les aan diverse scholen, in het bijzonder in Genève. Van 1963 tot 1973 zetelde ze in de gemeenteraad van Genève (wetgevende macht), waarvan ze in de periode 1968-1969 de eerste vrouwelijke voorzitter was. Vervolgens was ze van 1973 tot 1989 lid van de Grote Raad van Genève, die ze in 1989 voorzat. Van 1975 tot 1980 was ze voorzitster van de Bund Schweizerischer Frauenorganisationen. Ze was een van de initiatiefneemsters achter het bevolkingsinitiatief voor gelijke rechten voor mannen en vrouwen, dat in 1981 in een referendum werd goedgekeurd. Ze was vanaf 1965 tevens redactrice bij het blad Femmes suisses et le mouvement féministe.

## Werken
- (fr)  Ménagère aujourd'hui. Résultat d'une enquête sur le budget temps-ménage de 1300 femmes de Suisse romande, 1974.